# Iola (Wisconsin)
Iola ist eine Gemeinde (mit dem Status „Village“) im Waupaca County im US-amerikanischen Bundesstaat Wisconsin. Im Jahr 2010 hatte Iola 1301 Einwohner.

## Geografie
Iola liegt im nordöstlichen Zentrum Wisconsins, rund 85 km nordwestlich des Lake Winnebago und rund 100 km westlich der Green Bay des Michigansees. Der Ort liegt am Südufer des Iola Lake, der vom südlichen Quellfluss des Little Wolf River durchflossen wird. Der Fluss gehört über den Wolf River und den Fox River zum Einzugsgebiet der Green Bay des Michigansees.
Die geografischen Koordinaten von Iola sind 44°30′29″ nördlicher Breite und 89°07′50″ westlicher Länge. Das Gemeindegebiet erstreckt sich über eine Fläche von 4,77 km².
Nachbarorte von Iola sind Big Falls (19,5 km nordöstlich), Symco (19 km östlich), Manawa (22 km ostsüdöstlich), Ogdensburg (12 km südöstlich), Scandinavia (7 km südsüdwestlich), Amherst (17 km südwestlich), Nelsonville (16 km westlich) und Rosholt (25 km  nordwestlich).
Die nächstgelegenen größeren Städte sind Green Bay am Michigansee (102 km östlich), Appleton (85 km ostsüdöstlich), Wisconsins größte Stadt Milwaukee (220 km südsüdöstlich), Chicago in Illinois (370 km in der gleichen Richtung), Wisconsins Hauptstadt Madison (184 km südlich), Eau Claire (215 km westnordwestlich), die Twin Cities in Minnesota (348 km in der gleichen Richtung), Wausau (84 km nordwestlich), Duluth am Oberen See in Minnesota (448 km in der gleichen Richtung) und Sault Ste. Marie in der kanadischen Provinz Ontario (543 km nordöstlich, gegenüber von Sault Ste. Marie, Michigan).

## Verkehr
Im Zentrum von Iola treffen die Wisconsin State Highways 49 und 161 zusammen. Alle weiteren Straßen sind untergeordnete Landstraßen, teils unbefestigte Fahrwege sowie innerörtliche Verbindungsstraßen.
Mit dem Central County Airport befindet sich 10 km östlich ein kleiner Flugplatz. Die nächsten Verkehrsflughäfen sind der Austin Straubel International Airport von Green Bay (91 km östlich), der Outagamie County Regional Airport bei Appleton (66 km südöstlich) und der Central Wisconsin Airport bei Wausau (69 km nordwestlich).

## Bevölkerung
Nach der Volkszählung im Jahr 2010 lebten in Iola 1301 Menschen in 590 Haushalten. Die Bevölkerungsdichte betrug 272,7 Einwohner pro Quadratkilometer. In den 590 Haushalten lebten statistisch je 2,12 Personen.
Ethnisch betrachtet setzte sich die Bevölkerung zusammen aus 98,5 Prozent Weißen, 0,2 Prozent Afroamerikanern, 0,3 Prozent amerikanischen Ureinwohnern, 0,2 Prozent Asiaten sowie 0,2 Prozent aus anderen ethnischen Gruppen; 0,7 Prozent stammten von zwei oder mehr Ethnien ab. Unabhängig von der ethnischen Zugehörigkeit waren 1,2 Prozent der Bevölkerung spanischer oder lateinamerikanischer Abstammung.
19,8 Prozent der Bevölkerung waren unter 18 Jahre alt, 53,6 Prozent waren zwischen 18 und 64 und 26,6 Prozent waren 65 Jahre oder älter. 53,7 Prozent der Bevölkerung waren weiblich.
Das mittlere jährliche Einkommen eines Haushalts lag bei 40.625 USD. Das Pro-Kopf-Einkommen betrug 21.417 USD. 13,2 Prozent der Einwohner lebten unterhalb der Armutsgrenze.

## Bekannte Bewohner
- Dave Krieg (* 1958) – ehemaliger American-Football-Spieler – geboren und aufgewachsen in Iola